# Катон-Карагайский национальный парк
Като́н-Карага́йский госуда́рственный национа́льный приро́дный па́рк (каз. Катонқараға́й мемлекетті́к ұлтты́қ табиғи́ паркі́) — национальный парк в Катон-Карагайском районе Восточно-Казахстанской области в пределах Центрально-Алтайской и Южно-Алтайской физико-географических провинций. Территория национального парка, вошла в состав казахстанской части Алтай-Саянского экорегиона. Образован согласно Постановлению Правительства РК № 970 от 17 июля 2001 года. Это самый большой национальный парк в Казахстане .
В 2014 году парк вошел в список особо охраняемого наследия ЮНЕСКО. 
с 2017 года входит в состав Трансграничного биосферного резервата "Большой Алтай" вместе с Катунским биосферным заповедником.

## Флора и фауна

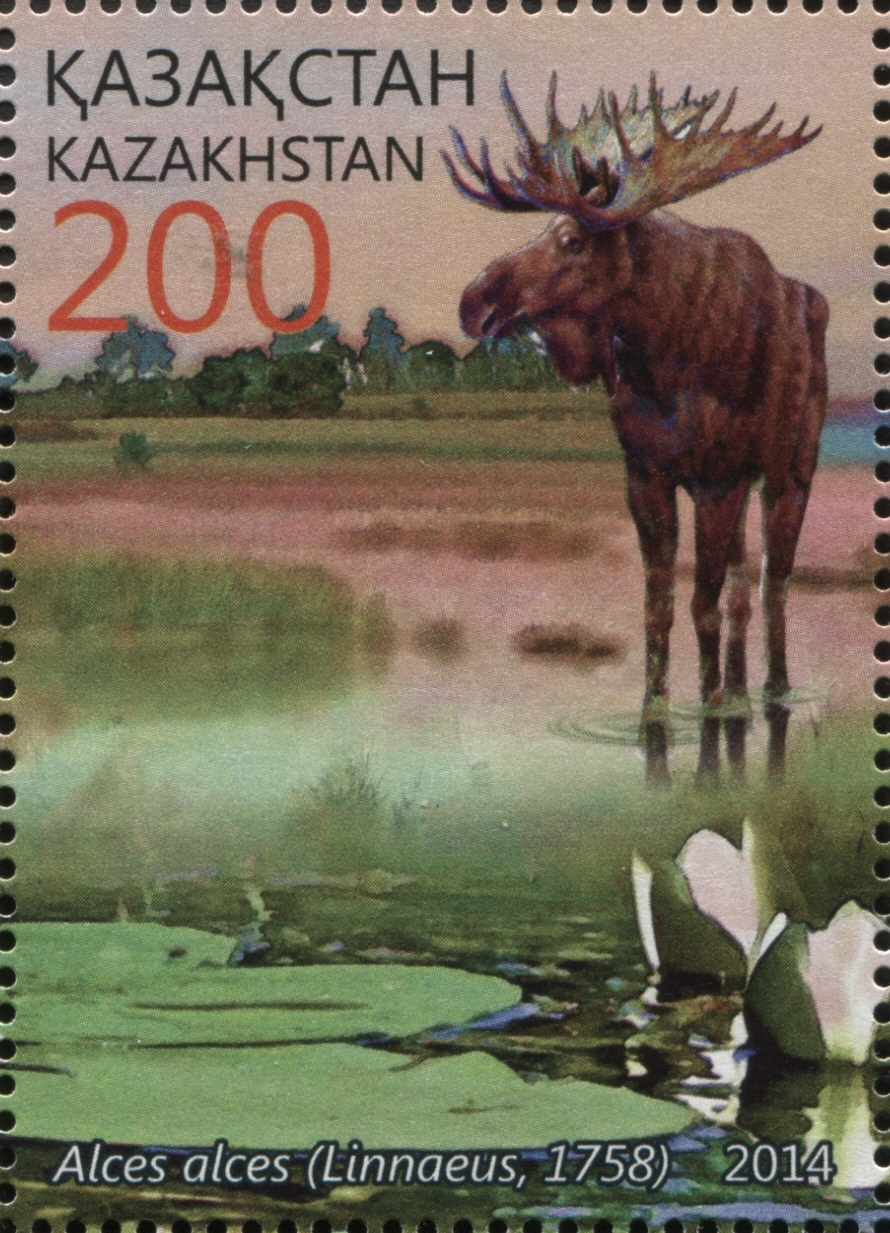
Лось Катон-Карагая

Здесь сосредоточено богатое видовое разнообразие флоры и фауны и сохранились виды, внесённые в Красную книгу Казахстана. По предварительным данным, на территории парка произрастает свыше 1000 видов высших сосудистых растений. 30 видов занесены в Красную книгу: это родиола розовая, рапонтикум сафлоровидный, ревень алтайский, долгоног снеговой, сибирка алтайская, ирис Людвига и др.
Леса, которые являются главным достоянием парка, занимают 34 % территории и представлены в основном хвойными породами. Это ель, сибирский кедр, лиственница и пихта, берёза и осина, большое разнообразие кустарников и полукустарников.
Фауна представлена 363 видами позвоночных животных: костных рыб (6), земноводных (2), пресмыкающихся (6), птиц (284), млекопитающих (65). В Красную книгу занесены таймень, алтайский улар, чёрный аист, журавли серый и красавка, могильник, скопа, балобан, сапсан, горбоносый турпан, снежный барс, каменная куница.

## Организация

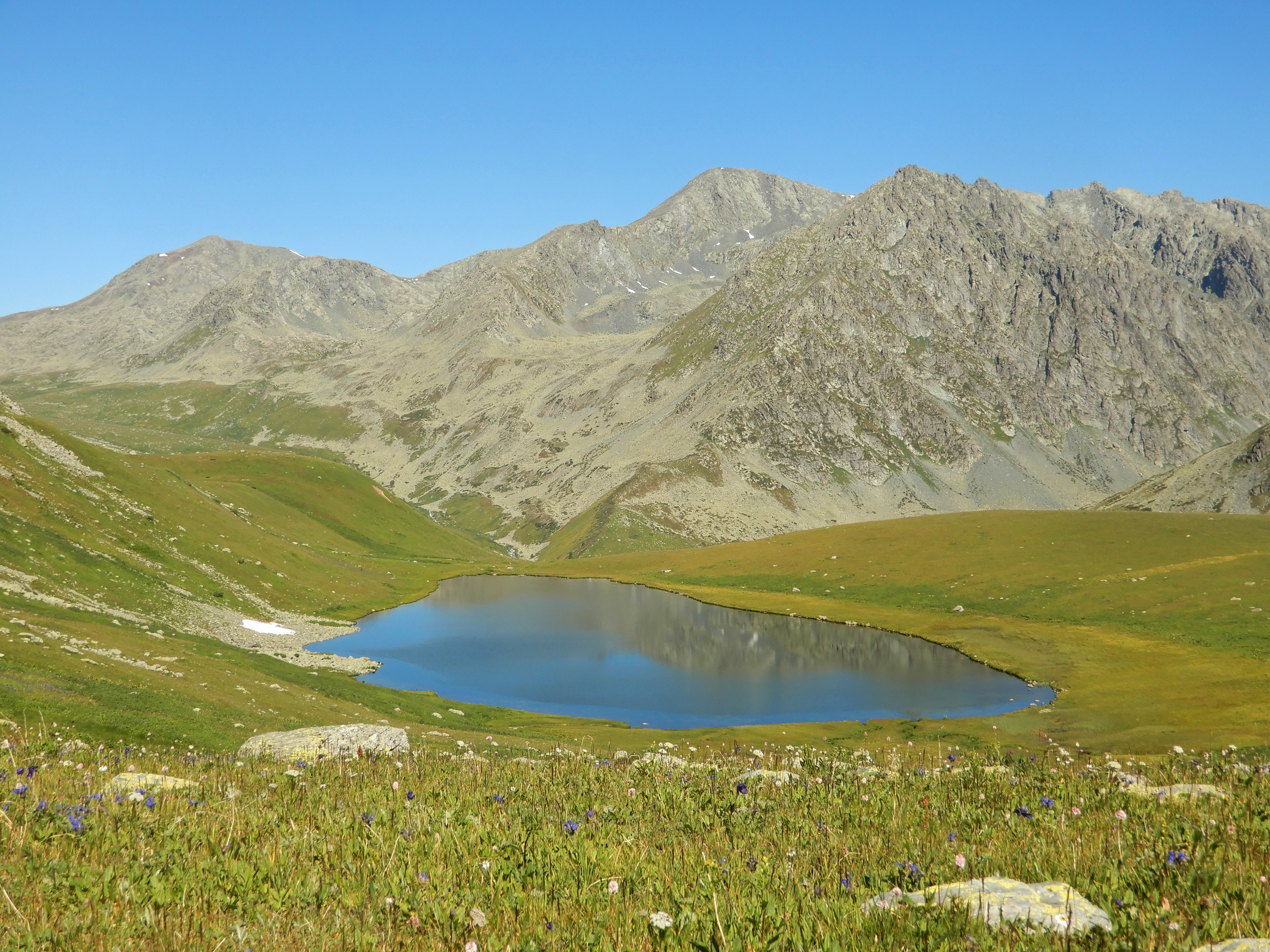
Моренное озеро в истоках реки Темир-Каба, Катон-Карагайский ГНПП

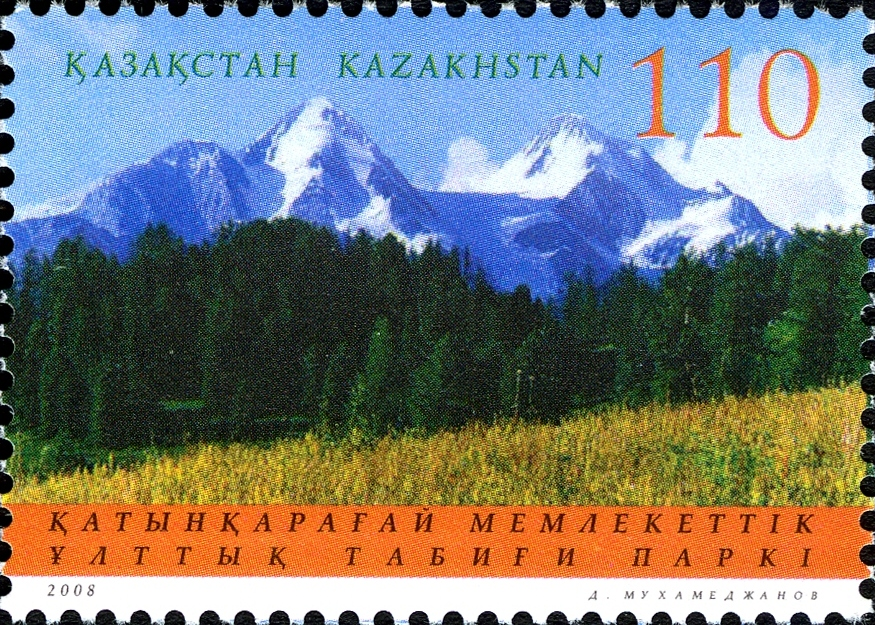
Вид на гору Белуха с юга, с Катон-Карагайского природного парка

Общая площадь территории национального парка составляет 643477 га.
Основой планировочной организации на территории парка является функциональное зонирование, как базовой, так и правовой, всей организационно-управленческой, природоохранной, научной, туристско-рекреационной, хозяйственной и прочей деятельности.
По правовому режиму охраны территория парка разделена на следующие зоны и подзоны:
- Зона заповедного режима — 1 512,4  км² (23,5 %);
- Зона заказного режима — 4 922,4  км² (76,5 %);
  - Подзоны:
    - Рекреационного использования;
    - Ограниченно-хозяйственной деятельности;
    - Административно-хозяйственной деятельности;
    - Обслуживание посетителей и туристов.

Последние две подзоны находятся на территории населённых пунктов, не входящих в состав национального парка. Вся территория разделена на 30 участков по охране и восстановлению природных комплексов.
Согласно материалам лесоустройства в настоящее время площадь зон Катон-Карагайского ГНПП составляет:
1) Зона заповедного режима – 126 943 га (19,7%);
2) Зона экологической стабилизации – 131 852 га (20,5 %);
3) Зона туристской и рекреационной деятельности – 75 239 га (11,7%);
4) Зона ограниченной хозяйственной деятельности – 309 443 га (48,1%).